# Сельское поселение Хорошовское (Московская область)
Сельское поселение Хорошовское — упразднённое муниципальное образование со статусом сельского поселения в Коломенском муниципальном районе Московской области.
Административный центр был в посёлке Нижнее Хорошово.
Упразднено вместе со всеми другими поселениями бывшего Коломенского муниципального района с 21 апреля 2017 года.

## География
Муниципальное образование расположено в северной части района. На востоке и юге граничит с сельским поселением Пестриковским, на юго-западе — с городским округом Коломна, на западе — с сельским поселением Радужным и городским поселением Пески, на севере — с Воскресенским районом, на северо-востоке — с Егорьевским районом. Площадь территории сельского поселения составляет 16 710 га.

## Население
| 2006  | 2007  | 2008  | 2009  | 2010  | 2011  |
| ----- | ----- | ----- | ----- | ----- | ----- |
| 3662  | ↘3504 | ↗3527 | ↗3537 | ↗3622 | ↗3625 |
| 2012  | 2013  | 2014  | 2015  | 2016  | 2017  |
| →3625 | ↗3649 | ↘3593 | ↗3600 | ↗3629 | ↘3608 |

## Состав поселения
В соответствии с Законом Московской области от 15.02.2005 № 43/2005-03 «О статусе и границах Коломенского муниципального района и вновь образованных в его составе муниципальных образований» в состав сельского поселения Хорошовское входит 21 сельский населённый пункт:
- посёлок шлюза «Северка»;
- сёла: Нижнее Хорошово, Дарищи, Дмитровцы, Новое Бобренево, Старое Бобренево, Чанки;
- деревни: Берняково, Губастово, Елино, Ерково, Исаиха, Каменка, Конев-Бор, Кочаброво, Новая, Новоселки, Паньшино, Рождественка, Чуркино, Шелухино[15][16].